# Бойко, Павел Платонович
Павел Платонович Бойко (27 августа 1945, Жашковский район, Киевская область — 31 января 2021) — советский и российский художник-маринист, заслуженный работник культуры РСФСР, заслуженный деятель искусств Российской Федерации, руководитель студии военных художников имени М. Б. Грекова (1991—1998).
Капитан 1 ранга в отставке, почётный член Союза художников России, вице-президент Российской ассоциации художников-маринистов , действительный член (академик) Международной академии творчества.

## Биография
Окончил Львовское высшее военно-политическое училище в 1969 году.

## Творчество и выставки
— Выставка произведений художника П. П. Бойко в Совете Федерации Федерального Собрания Российской Федерации
— Портрет Героя Советского Союза генерала армии С. К. Нурмагометова в Центральном музее Великой Отечественной войны 1941—1945 гг. на Поклонной горе.
— Батальная картина «Курская битва. Уроки истории» в Королевском музее Армии и военной истории Бельгии в Брюсселе
— Картина "Подвиг «Варяга» в мемориальном музее командира корабля «Варяг» Руднева
— Живописный этюд «Церковь Покрова на Нерли» в Центральном музее Военно-Морских Сил США (Вашингтон, США)
— Вариант картины «Курская битва. Уроки истории» в музее диорамы «Курская битва» (г. Белгород)
— Жанровая картина «Ностальгия» в мемориальном музее Генриха Цюгеля (г. Вёрт на Рейне. Германия)
— Картина «Возвращение из похода» и галерея портретов руководителей Центрального Дома Красной Армии, Центрального Дома Советской Армии, Центрального Дома Российской Армии (г. Москва, музей Центрального Дома Российской Армии)
— Серия картин в галерее Русского изобразительного искусства в Претории (ЮАР)
— Галерея Павла Бойко в родном селе Конельские Хутора, Черкасской области (Украина)
— Морские пейзажи «Парус», «Море и небо» в художественной галерее доктора Стратмана (г.Гамбург, ФРГ)
— Картина «Нежность» в галерее Центральной славянской библиотеки (г. Хельсинки, Финляндия)
— Живописный этюд «Храм Христа Спасителя» в музее Морского Флота Германии Питера Тамма (г.Гамбург, ФРГ)

## Участие в творческих фестивалях и жюри конкурсов
— Второй Всесоюзный фестиваль народного творчества в Москве (Манеж, ВДНХ), Лауреат конкурса 1985 г.
— Международный конкурс художников-анималистов (г. Вёрт на Рейне, Германия, 1996 г.) Гран-При конкурса
— Конкурс детского рисунка (Московский Дом национальностей, 2010 г.)
— Конкурс военного плаката (Центральный Дом Российской Армии, 2018 г.)
— Конкурс «Армейский калейдоскоп» (Центральный Дом Российской Армии, 2019 г.)

## Награды и звания
- Орден «За службу Родине в Вооруженных Силах» III степени
- Почётная Грамота Президента Российской Федерации В. В. Путина 2015 г.
- Правительственные и ведомственные медали — 16 шт.
- Общественные медали за достижения в творческой деятельности — 9 шт.
- Иностранные медали — 4 шт.
- Наградной именной кортик от Министра обороны РФ
- Заслуженный работник культуры РСФСР
- Заслуженный деятель искусств Российской Федерации (1995), Указ Президента России
- Действительный член (академик) Международной академии творчества
- Почетный член Российской Академии художеств
- Член Союза художников СССР и России
- Член Профессионального Союза художников
- Вице-президент Российской ассоциации художников-маринистов
- Член Общероссийского движения поддержки Флота
- Премия имени Валентина Пикуля (2014) - за многолетнюю, многогранную общественную деятельность и высокое художественное творчество, проявленное в изобразительном искусстве – маринистике.

## Семья
Отец — Бойко Платон Аврамович
Мать — Бойко (Охота) Антонина Васильевна
Жена — Бойко Лилия Владимировна
Дочери:
- Наталия
- Светлана.

### Статьи и публичные выступления
- Доклад на Международной филателистической выставке «Художественная основа филателистической продукции» (Прага, 1989 г.).
- Выступление на симпозиуме «Генрих фон Цюгель» о творческом содружестве художников России и Германии (г. Вёрт, Германия, 1996 г.).
- Статья «Служить искусству» (каталог Студии военных художников имени М. Б. Грекова, 1996 г.).
- Статья «Образ Ф. Ушакова в изобразительном искусстве» (журнал «Виктория» № 4(8) 2004 г.).
- Выступление на открытии выставки российских художников в Риме «О тенденциях российской художественной школы в творчестве российских художников», 2005 г.
- Статья «Династия живописцев Ананьевых» (журнал «Культура и досуг» № 2(24), 2006 г.).
- Статья «Достойная смена классической школы живописи» в книге «Территория мира и согласия», 2010 г
- Доклад на Международном форуме «Морская индустрия России» «О современном состоянии российской художественной маринистики» (Москва, Гостиный Двор, 2012 г.).
- Доклад на Всероссийском форуме деятелей культуры и искусства «Взаимная ответственность художника и государства» (Москва, Академия водного транспорта, 2018 г.).
- Доклад «О развитии батальной живописи» в рамках деятельности творческого объединения «Отчизна» (Российский Союз ветеранов, 2019 г.).